# 齐玫
齐玫（1960年3月—），中华人民共和国北京市人，满族，女性，首都博物馆首席研究馆员，无党派人士、第十三届全国人民代表大会北京地区代表。

## 生平
2018年2月24日，当选为第十三届全国人大代表。